# Chiesa della Santissima Annunziata (Mascali)
La chiesa della Santissima Annunziata, anche detta chiesa della Nunziatella, è una chiesa di origine paleocristiana e medievale, situata a Nunziata, frazione di Mascali in provincia di Catania. Il sito della Nunziatella gode di una certa importanza artistica e culturale dovuta alla scoperta di alcuni affreschi bizantini risalenti al XII secolo, e di alcuni mosaici policromi nell'adiacente basilica paleocristiana datati intorno al VI secolo.
L'area geografica su cui è stata costruita è terra di mezzo fra Catania e Messina e precisamente l'antica Contea di Mascali che a partire dal XVII secolo è stata contesa tra il beneficio vescovile di Catania e quello di Messina come testimoniano altri numerosi riferimenti notarili dell'epoca. Tuttavia i manufatti artistici e architettonici recuperati tramandano un'eredità storica precedente a quella dell'età del priorato accennata prima, come attesta la presenza della basilica paleocristiana. Del resto il territorio di Nunziata che si distingue fra i luoghi della Contea mascalese per ricchezza di sorgenti e fertilità del suolo, fu popolato già dall'età preistorica: il ritrovamento e la presenza di necropoli accertano tracce del periodo ellenistico; il ritrovamento di reperti allestiti con la tecnica del mosaico, accertano la presenza dell'influenza romana, invece le pratiche di sepoltura e i rinvenimenti di fornaci accertano l'insediamento bizantino. 
Il complesso della Nunziatella dopo aver subito numerose "offese" dal susseguirsi storico-cronologico della sua esistenza, viene riportata alla luce attraverso attenti lavori di riscoperta nel 10 aprile del 1984 quando ebbero inizio le diverse fasi di rinvenimento.

## Descrizione
La chiesa ha forma basilicale con l'abside in direzione ovest. Il prospetto principale presenta un portone di ingresso con una finestra sovrastante. Nella parte alta è situato un campanile a vela con due volute raccordanti. Sopra il portone si legge la scritta: "ECCE ANCILLA DOMINI FIAT MIHI SECUNDUM VERBUUM TUUM, LC 1,38" (Ecco la serva del Signore, avvenga in me secondo la Tua Parola).
Il prospetto laterale sud, che si affaccia sulla strada, mostra in alto tre finestre e un'apertura di ingresso laterale. Il prospetto laterale nord mostra anch'esso tre finestre e un'apertura di ingresso laterale con arco a tutto sesto, che si affaccia su un cortile al cui interno sono stati rinvenuti i resti di una basilica paleocristiana.
L'edificio nel corso dei secoli subì numerosi ampliamenti. Secondo la configurazione iniziale, risalente al XII secolo, la chiesa era in origine alta sin dove sono attualmente impostate le finestre delle pareti laterali e aveva una profondità di circa la metà di quella attuale, come metà di quella attuale era anche la lunghezza della navata.
L'interno presenta un'unica navata che culmina nell'abside, sul quale sono stati rinvenuti degli affreschi di origine bizantina. Attraverso i saggi di scavo effettuati è stata riscontrata la presenza di un antico pavimento in coccio pesto, al di sotto della pavimentazione in pietra mantenuta nella metà est della navata.

## I lavori di restauro

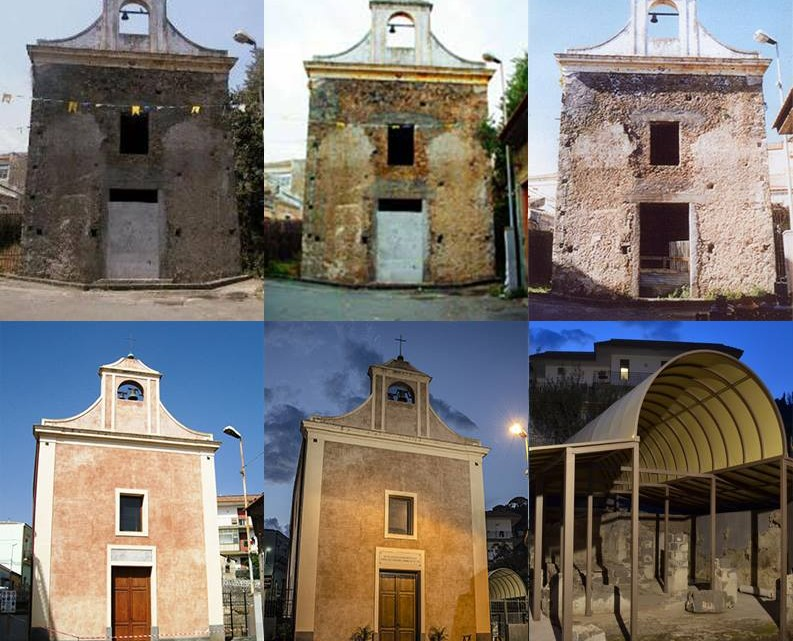
Lavori di restauro

I primi lavori riguardarono: il rifacimento di copertura; la demolizione delle decorazioni di fine Ottocento; lo svellimento degli intonaci interni; lo scavo interno ed esterno dietro l'abside e nella piazzetta; l'intervento propedeutico sui preziosissimi affreschi. I lavori si chiusero alla fine del 1988 e compresero la realizzazione di muri di recinzione intorno al sito, il tetto, l'integrazione delle basole all'interno, il rifacimento di intonaci e vari consolidamenti. Indagini furono eseguite sia all'interno che all'esterno della chiesa, in vari punti del pavimento, in prossimità della parete del prospetto principale e alla profondità di circa un metro rispetto alla quota della soglia della porta. La chiesa tardo medievale era probabilmente più corta dell'attuale, e poteva avere un breve atrio antistante, se le quattro nicchie ai lati della porta principale, come sembra, sono anteriori alla chiesa seicentesca. La tecnica costruttiva nella parte di chiesa più prossima all'abside appariva differente rispetto alla porzione est. La metà più vicina all'attuale ingresso principale era tessuta con pietre più piccole e grossolanamente sbozzate assieme a pezzi di cotto e con abbondante calce, nell'altra metà, corrispondente al fondo della chiesa, la muratura si presentava apparecchiata con pietre più grosse, alcune squadrate e murate sempre con pezzi di tegole di cotto, ma con una malta di calce molto più tenace. Inoltre tra le due parti con trama muraria diversa si riscontravano all'esterno altri due allineamenti verticali di pietre più grandi, anche queste tracce di quelli che dovevano essere due cantonali di fabbrica. In questa parte della chiesa più vicina all'abside, le pareti erano all'interno segnate, ogni due metri, da incassi verticali messi in luce negli anni '80. Gli incassi denunciavano l'uso di travi di legno di sezione circa cm 20 X 20, nei tratti dove non si presentavano più riempiti e incocciati dietro l'intonaco. In questa porzione della chiesa, le due pareti laterali non scendevano con regolari fondazioni, ma erano all'interno visibilmente impostate sul sottostante battuto di coccio pesto. L'uso di una carpenteria con i legni montanti posizionati all'interno dei tavolati è antico e tradizionale nella costruzione delle fondazioni degli edifici. Probabilmente fu questo il luogo dove furono innalzate le pareti. A queste appartiene la porzione di arco prossima all'abside della parte sinistra. Questo dettaglio ha consentito di ipotizzare la lunghezza ridotta rispetto all'attuale edificio. Le due alte feritoie presenti nella fabbrica nella parte alta della parete nord fanno presumere la presenza all'interno di una scala per raggiungerle. Questa conformazione simile a una torre, la chiesa potrebbe averla assunta quando il vescovo di Catania venne privato della proprietà dei suoi possedimenti siti in questo territorio a nord est dell'Etna.

## Le pitture
Le pitture, presenti nella parte sinistra della chiesa, appartengono ad un registro pittorico di tipo ionico, ovvero con la rappresentazione isolata dei santi a figura intera ed in sequenza. Sebbene le tracce siano modeste, la presenza del colore marrone per descrivere i piedi e l'abito del santo posto a sinistra della figura vescovile, dovrebbero appartenere all'immagine di San Francesco d'Assisi. Ne consegue che le pareti laterali della chiesa furono affrescate necessariamente dopo la canonizzazione di Francesco fatta da Papa Gregorio IX. Quindi è lecito supporre che la chiesa sia stata allungata dopo la metà del XIII secolo. A questa fase tardo medievale sembrano appartenere anche i volti della Madonna con il bambino a destra della parete dell'abside. Davanti a questo era anche emerso un recinto di circa sei metri per sei e formato da muretti spessi 40 cm e alti 60. Il ritrovamento durante le indagini in questa zona della chiesa di alcuni scheletri, fornì ulteriori elementi di comprensione per l'evoluzione storica del manufatto architettonico in quanto gli scheletri appartenevano ad individui femminili di età tra gli 8 e i 40 anni. Gli scheletri sono posizionati in asse con la chiesa e con la testa verso l'abside per cui è molto probabile che i resti dei corpi rinvenuti appartengano a membri di una piccola comunità religiosa femminile legata alla Nunziatella durante il medioevo.

## Gli affreschi bizantini

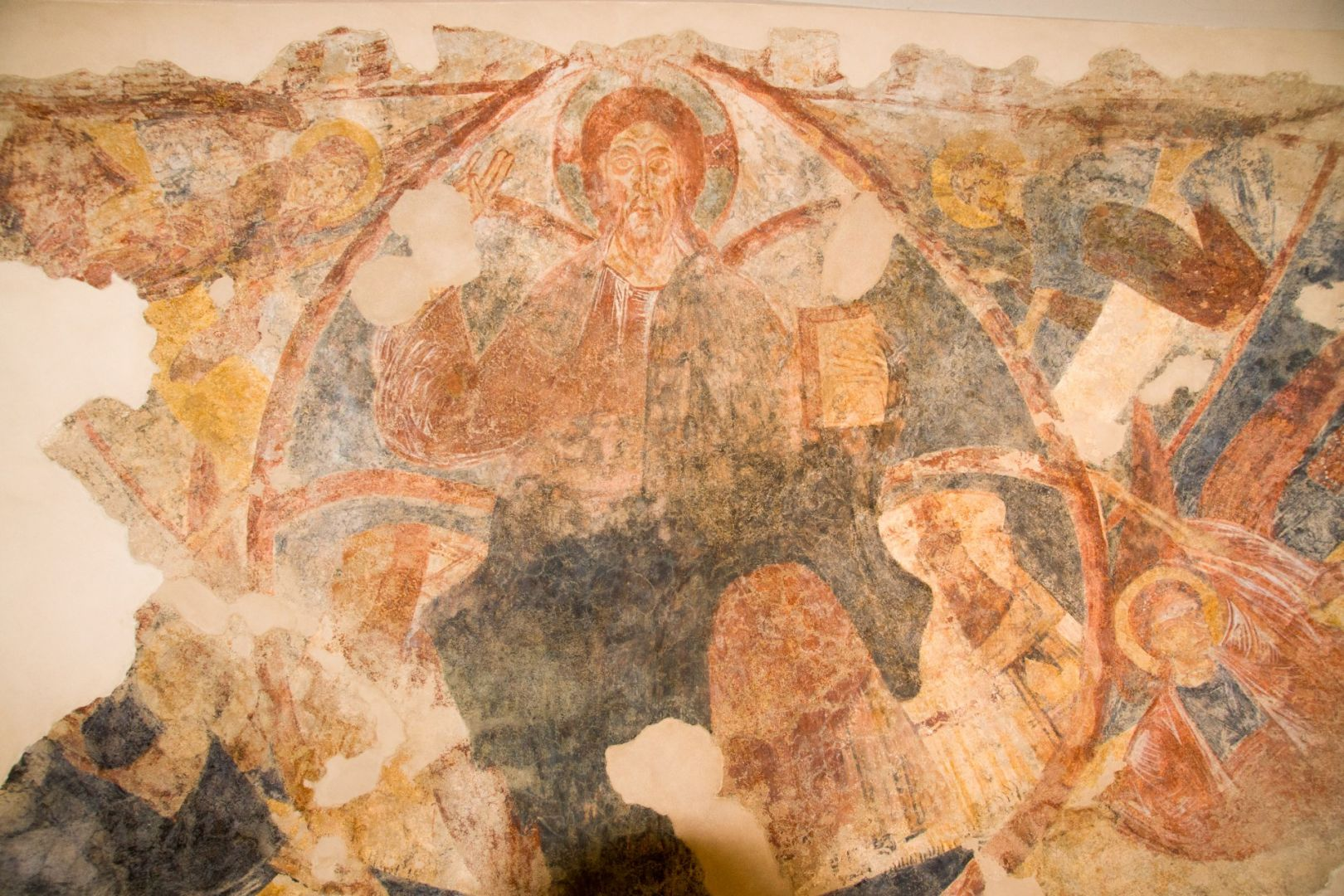
Il Cristo Pantocratore nella vescica piscis, sorretto da quattro angeli

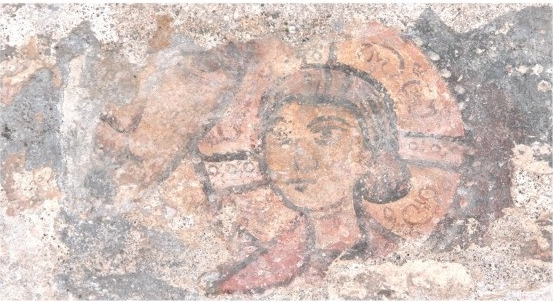
Particolare degli affreschi della Nunziatella raffigurante il Cristo Giovanetto

Gli affreschi contenuti all'interno della chiesa della Nunziatella, la cui esecuzione è ascrivibile alla seconda metà del XII secolo, costituiscono un esempio di pura pittura bizantina.
Nella conca absidale è osservabile il Cristo Pantocratore con il nimbo crocifero, che regge un libro con la mano sinistra, mentre benedice con la mano destra unendo il pollice e l'anulare, gesto simbolico per indicare l'unione tra la natura umana e la natura divina.
Il Cristo Pantocratore è racchiuso in una mandorla mistica, anche detta vescica piscis, la quale evidenzia la duplice natura, divina e umana del Cristo, generata dall'intersezione di due cerchi che rappresentano il piano spirituale e quello materiale. Gesù, al centro, diviene il solo mediatore di queste due realtà.
Il recente restauro ha fornito una visione d'insieme comprendente anche i cuscini del trono sul quale siede il Cristo nonché i piedi che poggiano sulla cornice della mandorla mistica che racchiude l'intera figura.
La mandorla è sorretta da quattro angeli nimbati, con le ali spiegate, due dei quali in posizione orizzontale e gli altri due inginocchiati, a voler suggerire la fatica dell'ascesa in volo e la ieraticità dell'epifania divina. Il colore delle vesti degli angeli nella parte inferiore della mandorla è disposto a chiasmo: blu e rosso per il primo, rosso e blu per il secondo. Tale corrispondenza, che richiama la Madonna del Parto di Piero della Francesca è un rimando alla lettera greca Χ, simbolo che compone il monogramma di Cristo insieme al Ρ, esprimendo per analogia la sintesi degli opposti. Il Cristo veste anch'esso una tunica blu, sopra un mantello rosso, colori che simboleggiano rispettivamente l'umanità senza macchia e l'ardente divinità. Fra gli altri colori utilizzati ritroviamo il giallo, presente nei nimbi degli angeli, e il verde del nimbo di Cristo, dovuto forse a un'alterazione cromatica del blu.
Per la lumeggiatura delle vesti si è fatto ricorso alla biacca (carbonato basico di piombo), stesa a secco con una perizia che rivela una profonda conoscenza della tecnica pittorica.
L'affresco è venuto alla luce in seguito ai sopralluoghi condotti dallo storico dell'arte Enzo Maganuco nel 1939, a seguito della colata lavica che aveva seppellito la città di Mascali nel 1928. Egli aveva rinvenuto, nella parte destra dell'abside, un riquadro affrescato di 341x228 mm, ricoperto da uno strato di intonaco bianco, raffigurante un Cristo giovanetto, con due bande di capelli spioventi sulle orecchie. Maganuco, non scorgendo il volto della Madonna, ipotizzò che l'affresco dovesse appartenere alla tipologia bizantina del Cristo tra i dottori, e lo definì un raffinato esempio di pittura alto-medievale.
Solamente i lavori di restauro condotti nel 1985 portarono alla luce l'intero complesso di affreschi, in seguito alla rimozione della patina di intonaco, e rivelando, oltre all'affresco principale situato nella conca absidale, anche la testa nimbata di un santo al margine sinistro dell'abside, e al margine destro la parte rimanente della composizione rinvenuta da Maganuco, ovvero la Madonna con il Bambino benedicente dal nimbo cruciforme.

## La basilica paleocristiana

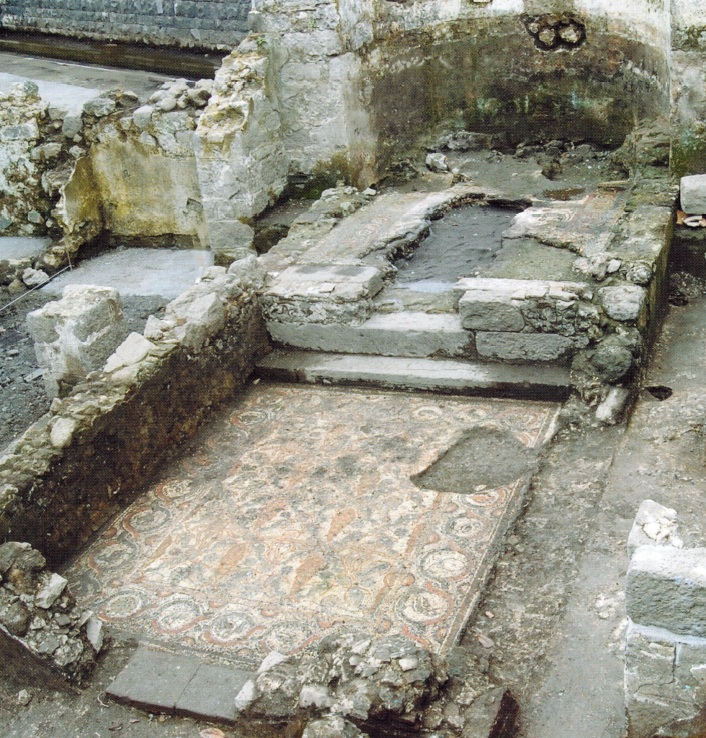
I due mosaici ritrovati nella basilica paleocristiana, posti su due diversi livelli

Il restauro condotto nella parte nord della chiesa della Nunziatella a partire dall'ottobre del 2012 e terminato l'anno successivo, ha riportato alla luce i resti di un'antica basilica paleocristiana, la cui costruzione si colloca tra la fine del V secolo e il VI secolo.
Orientata in direzione est-ovest, se ne conservano, per un'altezza massima di circa 2.70 m, l'area absidale, rivolta ad ovest, e il muro settentrionale che chiude la navata laterale destra. Quasi interamente distrutto è invece il muro perimetrale sud.
La basilica consta di tre navate con abside centrale racchiuso entro un muro quadrangolare. Dista, parallelamente alla Nunziatella, circa 2 metri. Essa sembra abbia subito due fasi di crollo in passato, che coinvolsero il tetto nel corso del IX secolo, e le strutture murarie in seguito al terremoto del 1169 che interessò gran parte della Sicilia orientale.
La basilica conserva ancora due pavimenti a mosaico policromo, posti su due livelli differenti.
Il primo mosaico (un quadrato di 2,45 m per lato), occupa per intero il bema e raffigurava tre coppie di figure disposte su tre registri, in posizione simmetrica ai lati di un asse costituito da un elemento non più riconoscibile (probabilmente una fonte) a causa di uno squarcio provocato nel mosaico in seguito allo scavo di una fossa per una sepoltura. Le figure, appena intuibili, sono due pavoni con code policrome nel registro superiore, due cespi di foglie d'acanto nel registro mediano e due cerbiatti con mantello bruno nel registro inferiore. Queste sono raffigurate su uno sfondo bianco con rami sottili e fiori rossi. Un motivo ondulatorio a treccia policroma funge da cornice dell'intera composizione.

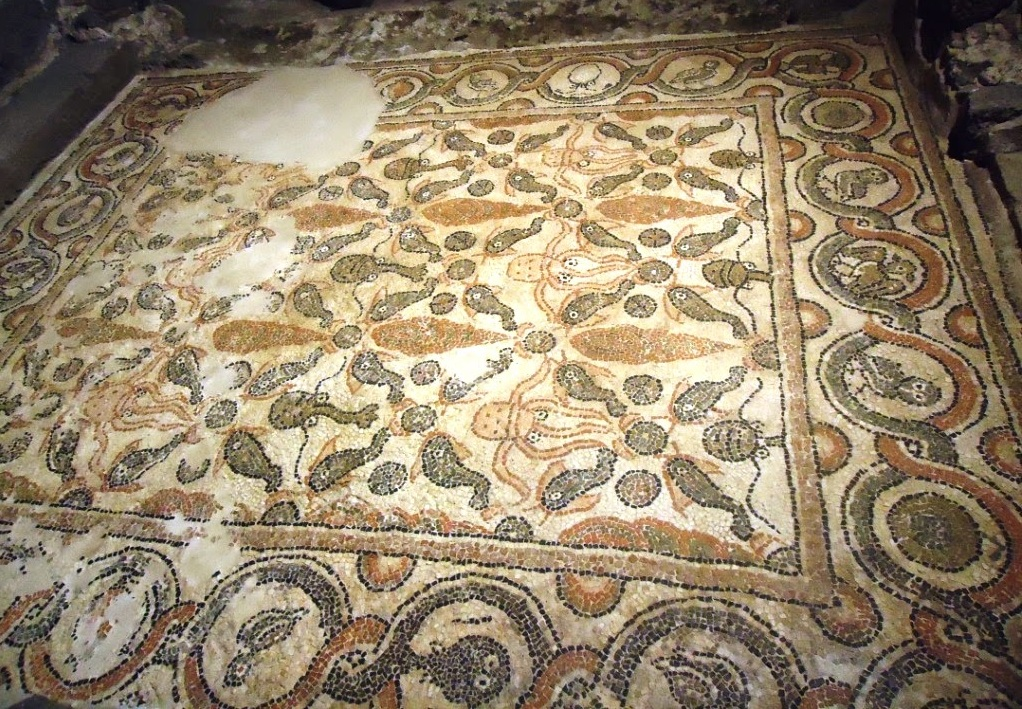
Il mosaico rettangolare, posto inferiormente rispetto al primo, conservato quasi interamente

Il secondo mosaico, posto su un livello inferiore rispetto al primo, alla stessa altezza delle navate laterali, è di forma rettangolare (2.95 x 2.40 m) e conservato quasi interamente. È delimitato a ovest dalla scala che conduce al bema, mentre sul lato est doveva aprirsi una porta. Costituito da tessere di dimensioni leggermente inferiori a quelle che compongono il mosaico sul bema (1 cm² contro 1,2/1,8 cm²), raffigura una scena marina su un impianto geometrico basato sulla ripetizione di alcuni soggetti (pesci, polpi, seppie, conchiglie), incorniciata da una catena di grandi cerchi annodati, rossi e grigi, con bordo di tessere bianche e nere, contenenti figure di volatili rivolti verso l'interno.
Entrambi i mosaici sono databili intorno alla fine del V e l'inizio del VI secolo.

### Altri ritrovamenti

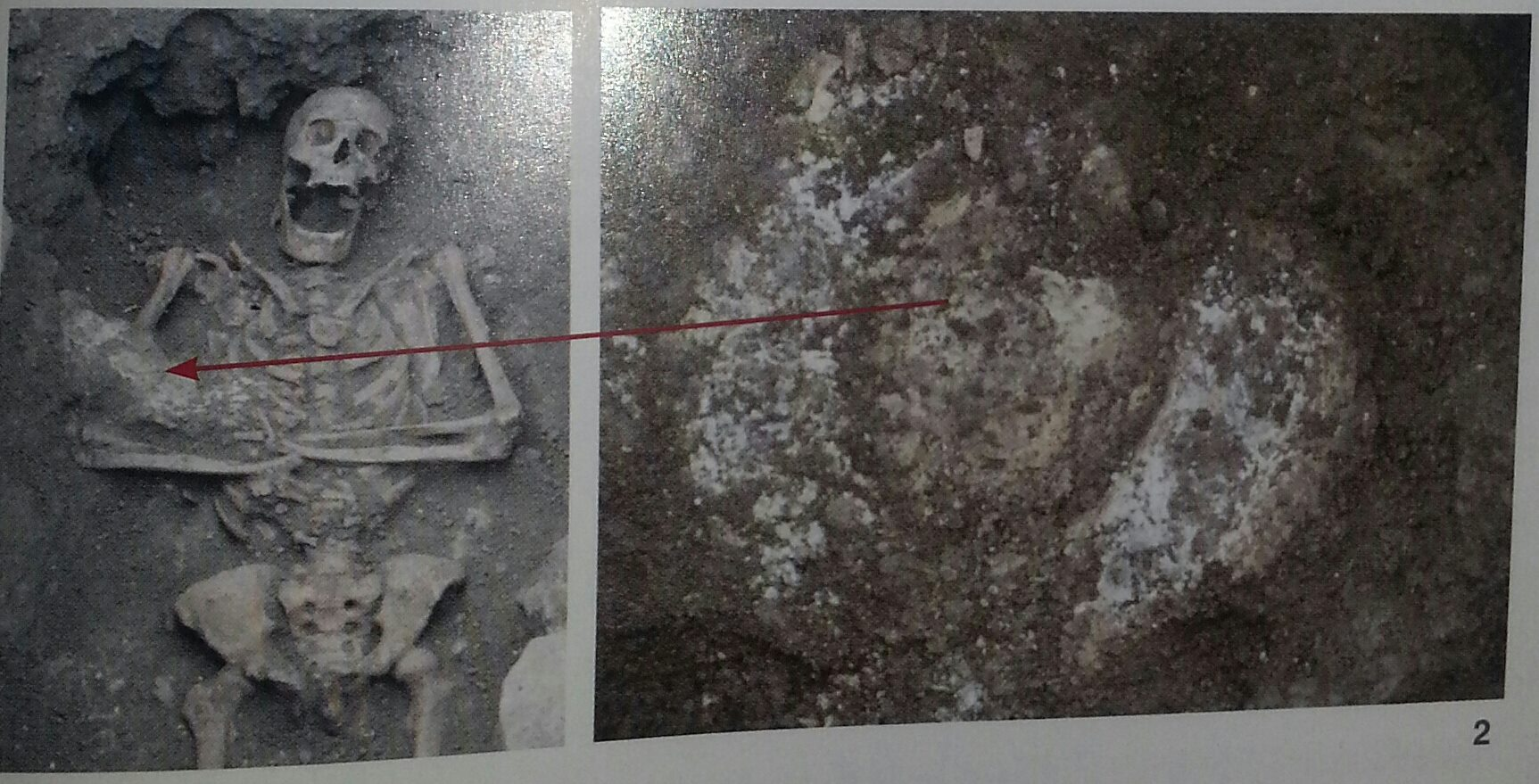
Resti umani

Dai recenti scavi condotti nella basilica, in particolare nell'abside della stessa, sono emersi numerosi reperti che includono frammenti di ceramiche appartenenti ad utensili di vario genere (vasi, coppe, pentole), pietre levigate, monete in bronzo di origine greca e bizantina insieme ad altri reperti in bronzo e argento. I resti umani comprendono quattro scheletri (tre di sesso femminile, uno di sesso maschile), di età compresa fra i 7 e i 40 anni, la cui sepoltura è da ricondurre a un periodo che va dal 1210 al 1410. La prevalenza di scheletri femminili ha fatto ipotizzare la presenza a Nunziata tra il XIII e il XIV secolo di una comunità religiosa mista, con clero officiante.